# Asplenium monodon
Asplenium monodon är en svartbräkenväxtart som beskrevs av Frederik Michael Liebmann. Asplenium monodon ingår i släktet Asplenium och familjen Aspleniaceae. Inga underarter finns listade.